# 女子职业摔角

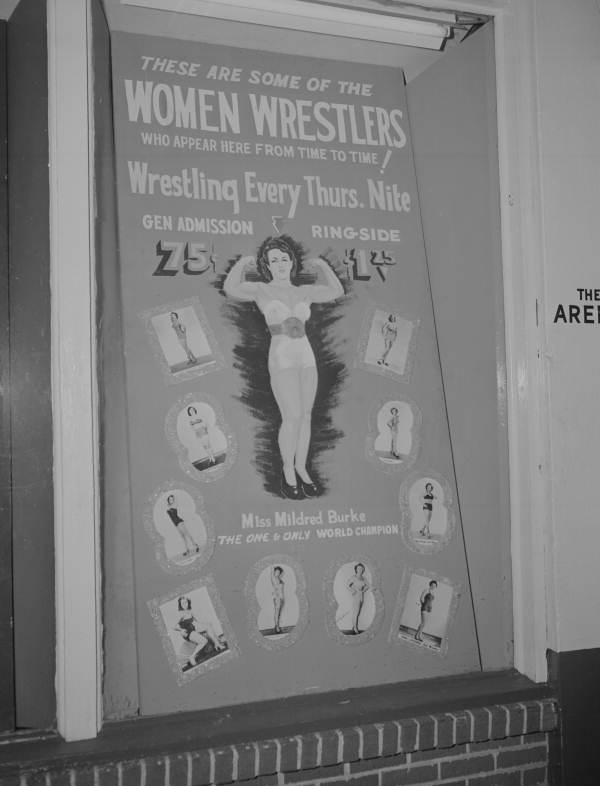
一張二十世紀中葉的海報為女摔角手做廣告

女子职业摔跤(英語：Women's professional wrestling)，是專門由女子職業摔角選手參與的體育運動。澳大利亚、玻利维亚、加拿大、日本、墨西哥、英国和美国等國家正在開展女子职业摔跤這項體育活動。不過世界摔角娛樂旗下的一些賽事可能不會公布女摔跤选手的体重。

## 美國
在美國，目前有四個主要的職業摔角促銷活動有統一的名稱：WWE、Total Nonstop Action Wrestling (TNA)、Ring of Honor (ROH) 和All Elite Wrestling (AEW)，此外還有與女子摔角組和錦標賽一起進行多項獨立晉級。TNA 的女性摔角手被稱為Knockouts，而 ROH 的女性才藝被正式稱為Women of Honor，WWE 的女性才藝在 2016 年之前被稱為Divas。
三個著名的僅限女性的促銷活動是伊利諾伊州的Shimmer Women Athletes（2005 年）；世界摔角網絡( World Wrestling Network) 位於佛羅里達州的Shine Wrestling品牌（成立於 2012 年），是 Shimmer 的姊妹品牌；和女子摔角(WOW)（成立於 2000 年、2012 年）在洛杉磯。微光被認為是最早和最重要的促進更加重視女子摔角的活動。除了 Shine 之外，Rise Wrestling是 Shimmer 的另一個姊妹項目，是作為後者公司的發展項目而創立的。2018 年，他們開始與 Impact Wrestling 合作，讓 Impact 人才參與 Rise 賽事。

### 錦標賽
自 1937 年米爾德里德伯克 (Mildred Burke) 贏得首屆世界女子摔角冠軍以來，女子摔角一直保持著公認的世界冠軍地位。隨後，她在1950 年代初成立了世界女子摔角協會，並承認自己是第一位冠軍，儘管該冠軍在她1956 年退休後被空出。其女子世界冠軍，並在當年伯克和拜爾斯之間一場備受矚目的比賽中爭議性地結束比賽後，承認瓊·拜爾斯為冠軍。 拜爾斯於 1964 年退休後，Fabulous Moolah 在 1958 年的一場錦標賽中贏得了 NWA 世界女子冠軍（原 WWE 女子冠軍的前身）的初級重量級冠軍，並被大多數 NWA 發起人默認為冠軍。

## 日本

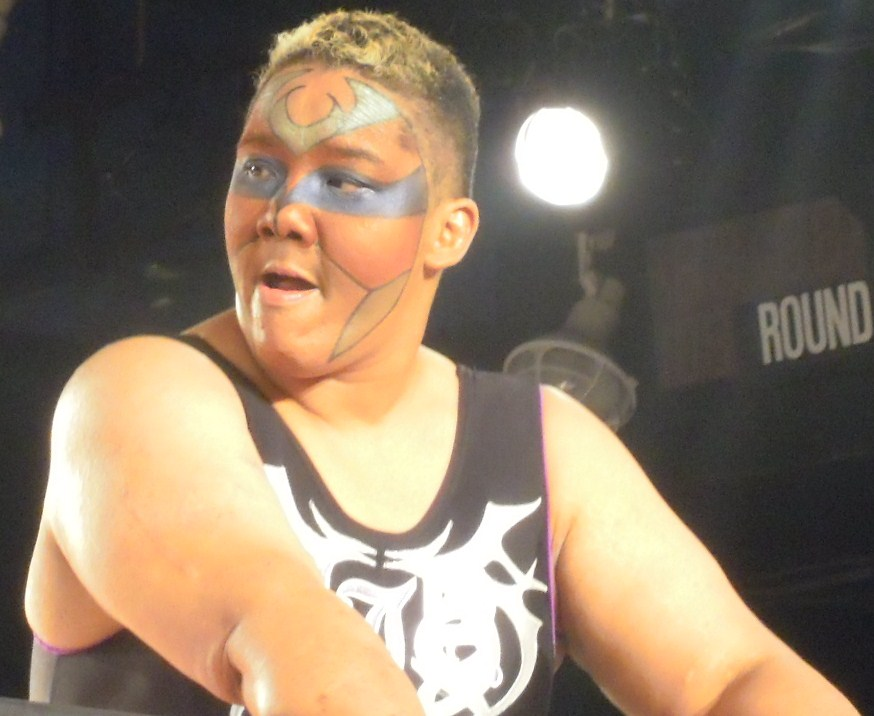
阿贾·孔（Aja Kong），日本女摔跤运动员

在日本，女子職業摔角被稱為女子職業摔角（joshi puroresu），簡稱女子普羅。女子摔角通常由專門從事 joshi puroresu 的促銷活動進行，而不是由男性主導的促銷活動進行。邊境武術摔跤是一項男子促銷活動，有一個小型女子組，與其他促銷活動的女子摔跤手競爭。

### 1960s – 1970s
全日本女子職業摔角（成立於 1968 年）是 1970 年代至 1990 年代的主要女子摔角組織。AJW的第一位主要明星是1974年的 Mach Fumiake，隨後是1975年的 Jackie Sato 和 Maki Ueda（「美女組合」、「Beauty Pair」）。

### 1980s
20 世紀 80 年代初，Jaguar Yokota 和 Devil Masami 成為第二波女性摔角手的明星，她們接替了「美麗組合」所定義的注重魅力的一代。十年後，「Crush Gals」Chigusa Nagayo 和 Lioness Asuka 崛起，這支雙打組合作為女子摔角手取得了主流成功，這不僅在日本前所未有，而且在女子職業摔角史上也是聞所未聞。 Crush Gals 與「Dump」松本薰及其 Gokuaku Domei（「殘暴聯盟」）馬廄之間的長期不和在日本非常受歡迎，他們的電視比賽是日本電視史上收視率最高的轉播，促銷活動也常讓球場爆滿。

## 墨西哥
在墨西哥，職業摔角被稱為「自由搏擊」（lucha libre），而女子摔角手則被稱為 luchadoras。
Consejo Mundial de Lucha Libre (CMLL)，即世界摔角理事會，設有女子組。該組別的冠軍是 CMLL 世界女子錦標賽。Keiko "Bull" Nakano 於 1992 年贏得了第一屆 CMLL 冠軍。
2000年，商人Luciano Alberto Garcia de Luna在蒙特雷創辦了一家名為Lucha Libre Femenil (LLF) 的全女性促銷公司。

## 英國
在英國，目前著名的獨立促銷活動包括職業摔角：EVE、貝拉特里克斯女戰士、英國重磅炸彈和激烈女性。